# Frej Larsson

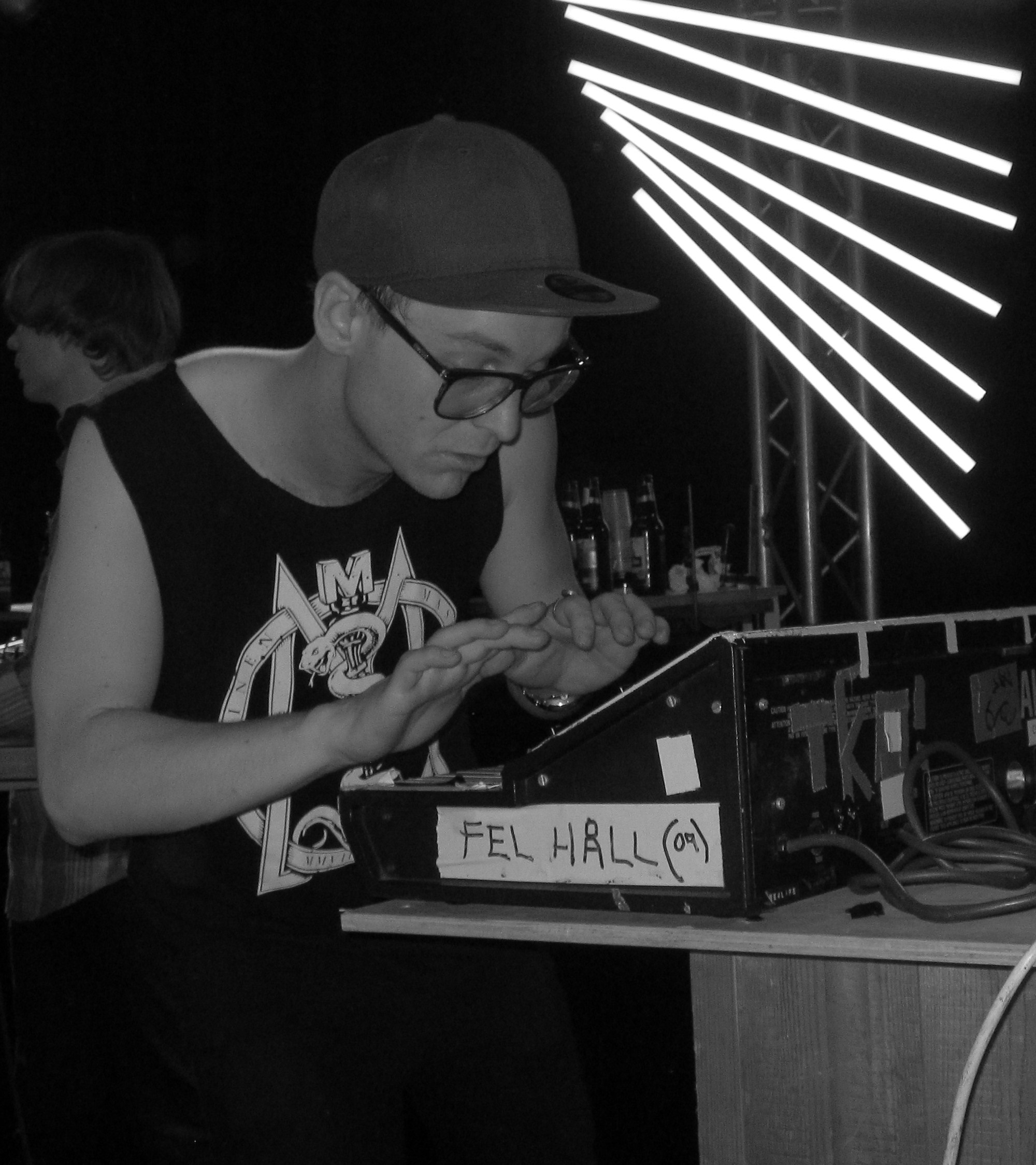
Frej Larsson bei einem Konzert von Slagsmålsklubben im Mai 2010

Frej Larsson (* 9. September 1983 in Ronneby, Blekinge län, Schweden) ist ein schwedischer Rapper und Electro-Musiker. Bekanntheit über Schweden hinaus erlangte er in den 2000er Jahren durch die Bitpop-Formation Slagsmålsklubben und die Hip-Hop-Gruppe Maskinen.

## Biografie
Frej Larsson veröffentlicht seit Anfang der Nuller Jahre als Teil diverser Formationen Musik, in der er Elemente des Electro mit Hip-Hop mischt.
Im Jahr 2002 stieß er zur Electropop-Gruppe Slagsmålsklubben, nachdem er diese auf dem Festival Emmabodafestivalen kennengelernt hatte.
Seit 2007 ist er gemeinsam mit dem Rapper Herbert „Afasi“ Munkhammer als Duo Maskinen aktiv. Seit 2008 tritt er gemeinsam mit dem Komiker, Zeichner und Rapper Simon Gärdenfors als Duo Far & Son auf.
Zusammen mit der Musikerin Joy M'Batha veröffentlichte Larsson 2016 den Song Mitt team (schwedisch für mein Team), welcher offizieller schwedischer Song für die Fußball-EM 2016 war.
Im Mai 2016 erschien sein Debütalbum als Solokünstler, Livin La Vida Larsson, über sein eigenes Label Pizzaslice Records. 2020 erschien das Nachfolgealbum Leavin La Vida Larsson.
Am 4. September 2018 erschien Larssons Biografie unter dem Titel Fifty shades of Frej.

## Diskografie

### Alben
- 2016: Livin La Vida Larsson (Pizzaslice Records)
- 2020: Leavin La Vida Larsson (Pizzaslice Records)

### Singles
- 2015: Frej Larsson & Joy: Jag Går Med På Allt
- 2016: Frej Larsson & Joy: Mitt Team
- 2016: Frej Larsson & Bud Stankz: 1F344 på en Wednesday
- 2017: Frej Larsson, Young Earth Sauce & Prins Daniel: Martin Timell
- 2017: Frej Larsson, Young Earth Sauce & ODZ: ANNA BOOK
- 2019: Frej Larsson, Young Earth Sauce & Fatmax Gsus: Coola Kids Kan Aldrig Dö
- 2019: Frej Larsson & Young Earth Sauce: Kärleken Övervinner Allt
- 2019: Snutjävlar
- 2019: Frej Larsson & Robin Yaas: Kingen
- 2020: Frej Larsson & Young Earth Sauce: Perfekt Dag
- 2020: Frej Larsson, Young Earth Sauce & ODZ: Skogen

### MitSlagsmålsklubben
- 2003: Den Svenske Disco
- 2004: Sagan om Konungens Årsinkomst
- 2004: Hit Me Hard
- 2007: Boss For Leader

### MitMaskinen
- 2009: Boys II Men
- 2012: Framgång & Efterfrågan
- 2015: Stora fötter stora skor (EP)

### Mit Far & Son
- 2012: The Sushi USB EP (EP)
- 2014: Inte inför barnen!
- 2015: Nya Friska Tag (EP)